# 周景 (清朝)
周景，字京望，贵州贵阳人，清朝政治人物、進士出身。

## 生平
嘉慶二十五年（1820年）庚辰科進士，二甲八十二名，改庶吉士，散館改禮部主事，官至江蘇常州鎮江道。更名周頊。